# Consolidated B-32 Dominator
Chiếc Consolidated B-32 Dominator (Consolidated Kiểu 34) là một máy bay ném bom hạng nặng được chế tạo cho Không lực Lục quân Hoa Kỳ trong Thế Chiến II, và là chiếc máy bay cuối cùng của Đồng Minh tham gia hoạt động trong cuộc chiến này. Nó được phát triển song song cùng với chiếc Boeing B-29 Superfortress như là một thiết kế dự trữ phòng trường hợp chiếc Superfortress tỏ ra không thành công. Nó chỉ đến được các đơn vị tại Mặt trận Thái Bình Dương vào mùa Hè năm 1945, và sau đó chỉ có các hoạt động chiến sự giới hạn nhằm vào các mục tiêu Nhật Bản trước khi chiến tranh kết thúc. Đa số các đơn đặt hàng hiện có của chiếc B-32 bị hủy bỏ không lâu sau đó và chỉ có 118 chiếc B-32 (thuộc mọi phiên bản) được chế tạo.

## Thiết kế và phát triển

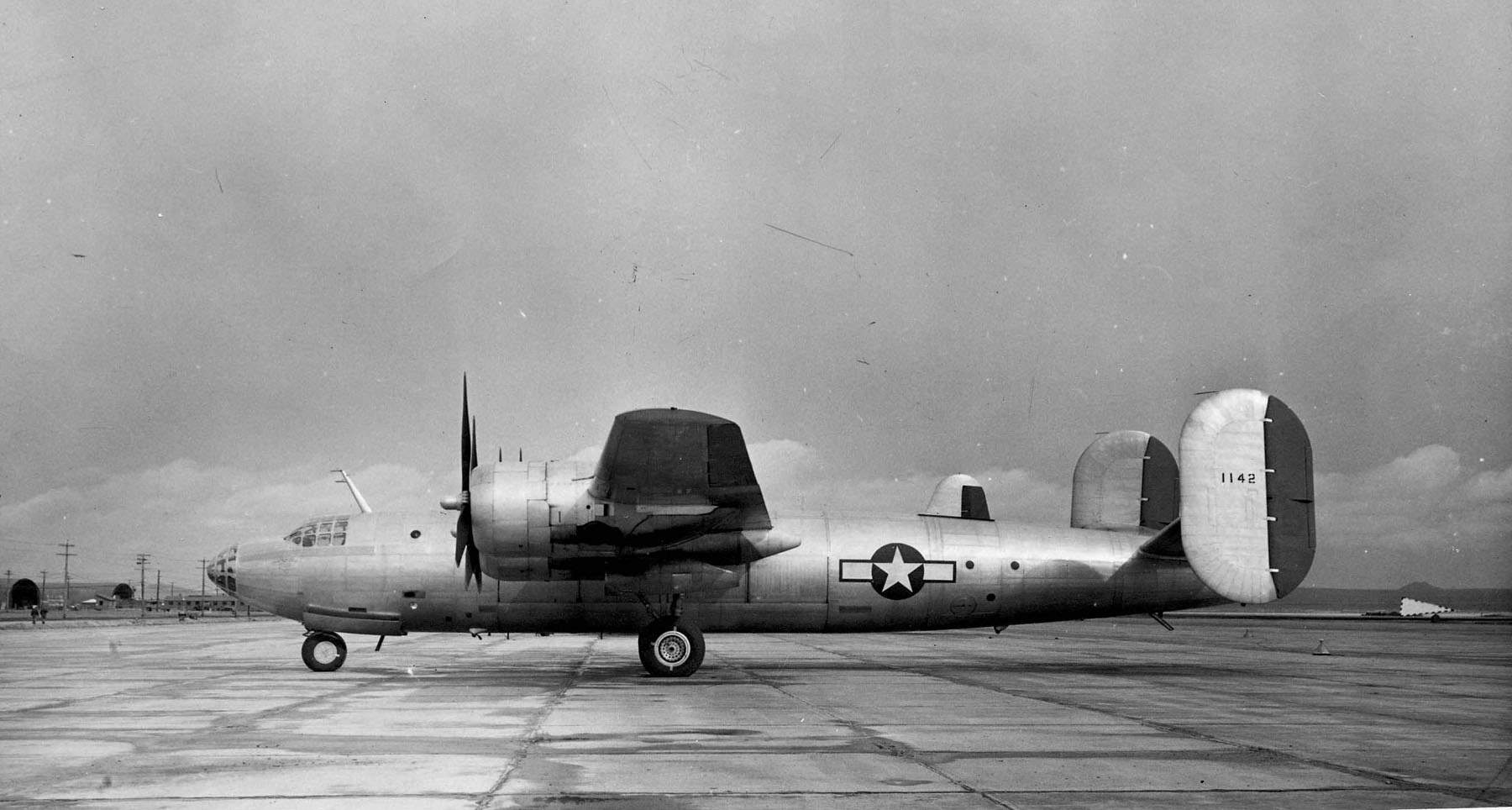
Chiếc nguyên mẫu XB-32 vào ngày 28 tháng 2 năm 1944.

Công việc thiết kế chi tiết chiếc B-29 đã được bắt đầu từ giữa năm 1938, khi đến tháng 6 năm 1940, Không lực Lục quân Hoa Kỳ yêu cầu một thiết kế tương tự từ hãng Consolidated Aircraft Company dự phòng trường hợp có những khó khăn trong việc phát triển chiếc B-29.
Chiếc Consolidated Kiểu 33 dùng làm căn bản cho đề nghị của họ cũng tương tự như chiếc B-24 Liberator, được thiết kế ban đầu với cánh đuôi kép và kiểu cánh Davis lớn, nhưng có cấu trúc thân máy bay tròn và lớn hơn và một mũi tròn. Động cơ được sử dụng là bốn chiếc Wright R-3350 công suất 2.200 mã lực tương tự như B-29. Chiếc máy bay sẽ có các khoang điều áp, các tháp súng thu vào được điều khiển từ xa với mười bốn súng máy 12,7 mm (0,50 inch). Nó được ước lượng có trọng lượng khoảng 45.814 kg (101.000 lb). Hợp đồng chế tạo hai chiếc nguyên mẫu đầu tiên XB-32 được ký vào ngày 6 tháng 9 năm 1940, cùng ngày ký hợp đồng chế tạo chiếc nguyên mẫu Boeing XB-29.
Chiếc XB-32-CO đầu tiên số hiệu 41-141, lăn bánh ra khỏi dây chuyền lắp ráp sáu tháng trễ hơn thời hạn quy định, và thực hiện chuyến bay đầu tiên vào ngày 7 tháng 9 năm 1942. Do những vấn đề đối với hệ thống điều áp, các tháp súng và các cửa khoang bánh đáp, các mục này bị loại bớt trên chiếc nguyên mẫu đầu tiên. Chiếc máy bay trang bị một cặp động cơ R-3350-13 phía trong và một cặp động cơ R-3350-21 phía ngoài, xoay bộ cánh quạt ba cánh. Chiếc XB-32 đầu tiên được trang bị tám súng máy M2 Browning 12,7 mm (0,50 inch) trên các tháp súng bụng và lưng, và phối hợp hai súng máy 12,7 mm và một pháo 20 mm trên mỗi thân động cơ phía ngoài hướng ra phía sau được điều khiển băởi các trạm ngắm trong thân máy bay, và thêm hai súng máy 12,7 mm trên cánh phía ngoài các động cơ. Khi bay thử nghiệm, chiếc nguyên mẫu gặp phải những vấn đề tồn tại rò rỉ dầu động cơ và tản nhiệt kém.
Vào ngày 17 tháng 3 năm 1943, hợp đồng sản xuất 300 chiếc B-32-CF đầu tiên được ký, nhưng lại tiếp tục có những vấn đề trong phát triển. Vào ngày 10 tháng 5 năm 1943, chiếc XB-32 đầu tiên bị rơi khi cất cánh sau khi bay tổng cộng 30 chuyến bay, trước khi chiếc nguyên mẫu XB-32 thứ hai số hiệu 41-142, cuối cùng cất cánh vào ngày 2 tháng 7. Chiếc máy bay này có thiết kế nóc buồng lái dạng tầng thông thường. Dựa trên khảo sát và thử nghiệm Không lực Mỹ đã đề xuất một số lượng lớn các thay đổi bao gồm các trạm súng máy kiểu thông thường hơn.
Những vấn đề của hệ thống điều áp không bao giờ được giải quyết triệt để, và ý định sử dụng chiếc máy bay để hoạt động ở độ cao thấp và trung bình chỉ có thể làm cho nó dễ dàng bị loại bỏ không sản xuất. Những vấn đề về các tháp súng điều khiển từ xa cũng không bao giờ được giải quyết nên vũ khí trang bị trên những chiếc máy bay sản xuất được đổi thành mười khẩu súng máy 12,7 mm (0,50 inch) tại các vị trí mũi, lưng, bụng và đuôi. Tải trọng bom được gia tăng thêm 1.814 kg (4.000 lb) thành 9.072 kg (20.000 lb).
Chiếc nguyên mẫu XB-32 thứ hai tiếp tục có những vấn đề về ổn định. Trong một nỗ lực nhằm giải quyết vấn đề này, một kiểu đuôi của chiếc B-29 được gắn cho chiếc máy bay này sau chuyến bay thứ 25 nhưng cũng không giải quyết được vấn đề nên một cánh đuôi đứng cao 5,9 m (19,5 ft) do Consolidated thiết kế được trang bị và bay lần đầu tiên trên chiếc nguyên mẫu XB-32 thứ ba, số hiệu 41-18336, vào ngày 3 tháng 11 năm 1943. Chiếc máy bay sản xuất hàng loạt đầu tiên ban đầu được trang bị kiểu cánh đuôi của chiếc B-29 trước khi cánh đuôi mới thay thế sau đó.
Đến năm 1944 kết quả thử nghiệm ba chiếc nguyên mẫu đã cho phép Không lực Mỹ đặt hàng trên 1.500 chiếc B-32s. Chiếc máy bay sản xuất hàng loạt đầu tiên được giao hàng vào ngày 19 tháng 9 năm 1944, khi mà những chiếc B-29 đang được sử dụng tại Trung Quốc. Chiếc B-32 đầu tiên bị rơi cùng ngày hôm đó khi bánh đáp mũi bị gảy khi hạ cánh. Sau một cuộc thanh tra của Không Lực và một đề nghị phải hoàn tất mọi cuộc thử nghiệm đánh giá cần thiết trước khi quyết định có tạm dừng chương trình, bắt đầu từ ngày 27 tháng 1 năm 1945, 40 chiếc B-32A được giao như là máy bay huấn luyện TB-32-CF không vũ trang.
Nguyên thủy ban đầu, Không lực Lục quân Hoa Kỳ dự định dùng B-32 như là một thiết kế dự trữ để sử dụng chỉ trong trường hợp chương trình B-29 bị chậm trễ đáng kể so với lịch trình phát triển. Do việc phát triển chiếc B-32 bị chậm trễ đáng kể, kế hoạch này trở nên không cần thiết do sự thành công của chiếc B-29. Những kế hoạch sử dụng chiếc B-32 để bổ sung cho chiếc B-29 nhằm tái trang bị các liên đội B-17 và B-24 trước khi bố trí lại Không lực 8 và Không lực 15 sang Mặt trận Thái Bình Dương trở nên lúng túng vì chỉ có năm chiếc phiên bản sản xuất được giao hàng cho đến cuối năm 1944, lúc mà các hoạt động đầy đủ của B-29 tại Không lực 20 đã được tiến hành.
Số lượng được sản xuất cụ thể của các phiên bản như sau:
- XB-32-CO: 3
- B-32-1-CF: 10
- B-32-5-CF: 4
- B-32-20-CF: 20
- B-32-21-CF: 1
- B-32-25-CF: 25
- B-32-30-CF: 7
- B-32-35-CF: 7
- TB-32-5-CF: 11
- TB-32-10-CF: 25
- TB-32-15-CF: 4

Những đơn đặt hàng thêm 1.099 chiếc B-32-CF và 499 chiếc B-32-CO bị hủy bỏ sau ngày chiến thắng Nhật Bản.

## Lịch sử hoạt động
Việc bố trí đầu tiên của kiểu máy bay B-32 được bắt đầu khi tướng George Kenney, tư lệnh không lực Đồng Minh tại khu vực Tây Nam Thái Bình Dương, đồng thời là tư lệnh Không lực 5 Hoa Kỳ, đến Washington D.C. để yêu cầu được cung cấp B-29. Vì vai trò ưu tiên của chiếc B-29 được dành cho ném bom chiến lược, yêu cầu của tướng Kenney bị từ chối, và sau đó ông đã yêu cầu được cung cấp B-32.
Sau một chuyến bay biểu diễn, Bộ Tổng tham mưu đồng ý cho Kenney thực hiện một cuộc đánh giá trong chiến đấu, và một lịch trình thử nghiệm mười một phi vụ được xây dựng, nối tiếp bằng một kế hoạch chuyển đổi hai trong số bốn phi đội A-20 Havoc của Liên đội ném bom 312 sang sử dụng B-32. Các đội bay trong dự án đã đưa ba chiếc B-32 sang Căn cứ Không quân Clark, Luzon, Philippines vào giữa tháng 5 năm 1945, cho một loạt các chuyến bay thử nghiệm kết thúc vào ngày 17 tháng 6. Nhóm thử nghiệm bị ấn tượng bởi tính năng các cánh quạt trong quay ngược độc đáo và kiểu cánh Davis giúp cho nó có tính năng hạ cánh xuất sắc. Tuy nhiên, họ khám phá thấy một số thiếu sót: buồng lái có độ ồn khá lớn, việc sắp xếp các thiết bị kém, tầm nhìn của sĩ quan ném bom bị hạn chế, máy bay quá nặng và thiết kế vỏ động cơ thường hay gây cháy động cơ.
Ba máy bay thử nghiệm B-32 được bố trí đến Phi đội 386 thuộc Liên đội Ném bom 312. Vào ngày 29 tháng 5 năm 1945, phi vụ chiến đấu thử nghiệm đầu tiên của chiếc B-32 được thực hiện chống lại một kho tiếp liệu tại Antatet, Philippines, được tiếp nối khi hai chiếc B-32 ném 16 quả bom 907 kg (2.000 lb) xuống một nhà máy đường tại Taito, Đài Loan vào ngày 15 tháng 6. Vào ngày 22 tháng 6, một chiếc B-32 ném bom một nhà máy sản xuất cồn tại Heito, Đài Loan, với bom 227 kg (500 lb), nhưng chiếc B-32 thứ hai đã tấn công hụt các vị trí pháo phòng không với bom miểng 118 kg (260 lb). Phi vụ thử nghiệm cuối cùng diễn ra vào ngày 25 tháng 6 tấn công các cầu gần Kiirun, Đài Loan.
Các phi vụ thử nghiệm hầu như đã thành công, và đến tháng 7 Phi đội Ném bom 386 hoàn tất việc chuyển đổi sang loại máy bay B-32, bay thêm sáu phi vụ chiến đấu nữa trước khi chiến tranh kết thúc. Vào ngày 13 tháng 8, Phi đội 386 chuyển từ Luzon sang sân bay Yontan tại Okinawa và bay hầu hết các phi vụ trinh sát hình ảnh, và chúng bị tấn công vào ngày 17 tháng 8 bởi pháo phòng không và máy bay tiêm kích cho dù Nhật Bản đã đầu hàng, ghi được một chiến công xác nhận và hai chiến công có thể.
Vào ngày 18 tháng 8, một đội hình 14 chiếc máy bay tiêm kích A6M Zero và ba chiếc Nakajima Ki-44 Tojo đã tấn công bốn chiếc máy bay B-32 đang thực hiện việc chụp ảnh trên không các hòn đảo Nhật Bản. Chiếc B-32 Dominator Hobo Queen II (số hiệu 42-108532) bị hư hại đáng kể trong vụ tấn công này. Ba nhân viên không ảnh (các Trung sĩ Anthony J. Marchione, Joseph M. Lacharite và John T. Houston) đang ở trong khoang không ảnh phía đuôi máy bay khi bị tấn công. Cho dù bản thân bị thương, Lacharite đã cấp cứu cho Marchione đang bị thương nặng, nhưng anh ta lại bị trúng đạn và thiệt mạng trên máy bay. Đây được ghi nhận là trận không chiến cuối cùng của Thế Chiến II, và Trung sĩ Marchione là thương vong cuối cùng của phe Đồng Minh trong cuộc chiến. Chiếc Hobo Queen II được ghi nhận đã bắn rơi hai chiếc Zeros và có thể là một chiếc Tojo nữa.
Phi vụ chiến đấu trinh sát hình ảnh cuối cùng của chiếc B-32 hoàn tất vào ngày 28 tháng 8, trong đó hai chiếc B-32 bị phá hủy do những tai nạn khác nhau, làm 15 trong tổng số 26 thành viên đội bay tử nạn. Vào ngày 30 tháng 8, Phi đội 386 ngừng các phi vụ bay. Việc sản xuất chiếc B-32 bị tạm dừng vào ngày 8 tháng 9 năm 1945, và kết thúc vào ngày 12 tháng 10 năm đó.
Không còn chiếc nào được giữ lại nguyên vẹn cho đến ngày nay.

## Các nước sử dụng
Hoa Kỳ
- Không lực Lục quân Hoa Kỳ

## Đặc điểm kỹ thuật (B-32)

### Đặc tính chung
- Đội bay: 10 người
- Chiều dài: 25,3 m (83 ft 1 in)
- Sải cánh: 41,2 m (135 ft 0 in)
- Chiều cao: 10,1 m (33 ft 0 in)
- Diện tích bề mặt cánh: 132,1 m² (1.442 ft²)
- Lực nâng của cánh: 341 kg/m² (70,3 lb/ft²)
- Trọng lượng không tải: 27.000 kg (60.000 lb)
- Trọng lượng có tải: 45.000 kg (100.000 lb)
- Trọng lượng cất cánh tối đa: 50.580 kg (111.500 lb)
- Động cơ: 4 x động cơ Wright R-3350-23 "Cyclone" bố trí hình tròn, công suất 2.200 mã lực (1.600 kW) mỗi động cơ

### Đặc tính bay
- Tốc độ lớn nhất: 575 km/h (310 knot, 357 mph)
- Tốc độ bay đường trường: 467 km/h (252 knots, 290 mph)
- Tầm bay tối đa: 4.815 km (2.600 nm, 3.000 mi)
- Trần bay: 11.000 m (35.000 ft)
- Tốc độ lên cao: 3,4 m/s (658 ft/min)
- Tỉ lệ công suất/khối lượng: 0,15 kW/kg (0,088 hp/lb)

### Vũ khí
- 10 x súng máy Browning M2 12,7 mm (0,50 in)
- 9.100 kg (20.000 lb) bom

## Nội dung liên quan

### Máy bay liên quan
- B-24 Liberator

### Máy bay tương tự
- Avro Lincoln
- Boeing B-29 Superfortress
- Douglas XB-31
- Lockheed XB-30
- Martin XB-33 Super Marauder
- Messerschmitt Me 264
- Tupolev Tu-4

### Trình tự thiết kế
- Không lực Lục quân Hoa Kỳ: B-29 - XB-30 - XB-31 - B-32 - XB-33 - B-34 - YB-35
- Convair: 30 - 31 - 32 - 33 - 34 - 35 - 36 - 37

### Danh sách liên quan
- Danh sách máy bay chiến đấu
- Danh sách máy bay quân sự Hoa Kỳ
- Danh sách máy bay trong Chiến tranh Thế giới II
- Danh sách máy bay ném bom